# Spencer Compton
Spencer Compton, 1. hrabě z Wilmingtonu (1673 nebo 1674 – 2. červenec 1743) byl britský státník, člen strany Whigů, který byl členem vlády nepřetržitě od roku 1715 až do své smrti. Od roku 1742 byl formálně premiérem, zatímco faktickým předsedou vlády byl John Carteret, ministr zahraničí. Je považován za druhého britského premiéra po Robertu Walpoleovi.

## Mládí
Compton byl třetím synem Jamese Comptona, 3. hraběte z Notrhamptonu. Vzdělání absolvoval na St Paul's a Trinity College v Oxfordu a poté byl přijat na Middle Temple. Poprvé se stal poslancem Dolní sněmovny roku 1698, kdy byl zvolen za obvod Eye v Suffolku. I když členové jeho rodiny byli Toryové, sám se stal, po hádce se svým bratrem, členem strany Whigů. V parlamentu se brzy stal výraznou postavou Whigů a zahájil spolupráci s Robertem Walpolem, která pak trvala téměř čtyřicet let.

## Politická kariéra
Roku 1707 se stal pokladníkem úřadu vyplácejícího královské důchody. V této pozici setrval dalších šest let a to i po roce 1710, kdy opustil parlament, pro nesouhlas se svým patronem lordem Cornwallisem. Svou pozici si udržel i v době vlády Toryů, kteří očekávali podporu členů jeho rodiny. Roku 1715 se stal znovu poslancem, tentokrát za obvod East Grinstead.
Stal se pokladníkem prince z Walesu, krátce nato byl jednomyslně zvolen předsedajícím dolní komory parlamentu a tuto pozici zastával v letech 1715 až 1727. Rok nato se stal členem Tajné rady. Když se roku 1721 stal Walpole vůdčím představitelem vlády, objevily se spekulace o budoucím vývoji po nástupu Jiřího II. na trůn. Ten preferoval Comptona a prohlásil, že Walpoleho odvolá. Aby se tomu vyhnul, snažil se Walpole udržet Comptona v dosahu vlády a jmenoval ho hlavním pokladníkem, což byla velmi výnosná funkce. Roku 1725 vstoupil do Walpoleho vlády jako správce královské pečeti a byl mu udělen Řád lázně.

## Promeškaná šance
Roku 1727 nastoupil Jiří II. na trůn a chtěl realizovat výměnu premiéra. Nicméně Compton se necítil připraven na tuto pozici a zřejmě nebyl schopen soupeřit s Walpolem o přízeň krále. Na schůzce těchto tří osobností se vyjádřil, že se necítí být připraven vést vládu. Tím promeškal poslední šanci chopit se reálného vlivu v politice a jeho vliv výrazně poklesl. Stále zůstal v blízkém kontaktu s Jiřím, ale šance, že by byl vybrán jako premiér pominula.
Aby ho odstranil z dolní komory parlamentu, jmenoval ho Walpole roku 1728 baronem z Wilmingtonu a o dva roky hrabětem z Wilmingtonu a jmenoval ho předsedou tajné rady. Compton se stal spojencem skupiny Whigů, která kritizovala Walpoleho, ale v rámci jednání parlamentu se držel oficiální linie vlády. Předsedou tajné rady byl až do roku 1742.

## Předseda vlády
V lednu 1742 nastoupil po Walpoleovi jako ministr financí a v únoru i jako formální premiér, protože hlavní postavou vlády byl lord Carteret. Jeho zdraví se zhoršovalo a zjišťoval, že jmenování různých funkcionářů je prováděno bez konzultace s ním. V úřadu setrval až do své smrti. Zemřel jako svobodný mládenec bez potomků. Jeho nástupcem se stal Henry Pelham.